# Ethan Mbappé
Ethan Mbappé Lottin (Montreuil, Francia, 29 de diciembre de 2006) es un futbolista francés que juega de centrocampista en el LOSC Lille de la Ligue 1. Es hermano menor del también futbolista Kylian Mbappé.

## Primeros años
Nacido en Montreuil, creció en el seno de una familia de futbolistas, con su hermano Kylian y su hermano adoptivo Jirès Kembo Ekoko, ambos con carreras como futbolistas profesionales. Su padre es camerunés y su madre argelina.

## Trayectoria
Siguió los pasos de sus dos hermanos mayores al fichar por el AS Bondy local en 2015. Tras dos años en el AS Bondy, se unió al gigante francés Paris Saint-Germain F. C. en 2017, en la misma ventana de transferencias que vio al club traer a su hermano Kylian en préstamo. Marcó en su debut con el equipo sub-12.
Firmó un nuevo contrato de tres años con el club en junio de 2021.
Ethan, que dejó al Paris Saint-Germain para fichar por el Lille en el último verano 2024 tras finalizar su contrato y no renovar. Le pusieron el apodo de "El Profeta".

## Selección nacional
Fue convocado a la selección sub-16 de Francia en noviembre de 2021.

## Estilo de juego
A diferencia de su hermano, Kylian Mbappé, un delantero conocido por su velocidad fulgurante, Ethan es un centrocampista zurdo y técnico.

## Estadísticas

### Clubes
Actualizado al último partido disputado el 4 de marzo de 2025.
| Club                              | Div.          | Temporada     | Liga  | Liga  | Liga   | Copas nacionales | Copas nacionales | Copas nacionales | Copas internacionales | Copas internacionales | Copas internacionales | Total | Total | Total  |
| Club                              | Div.          | Temporada     | Part. | Goles | Asist. | Part.            | Goles            | Asist.           | Part.                 | Goles                 | Asist.                | Part. | Goles | Asist. |
| --------------------------------- | ------------- | ------------- | ----- | ----- | ------ | ---------------- | ---------------- | ---------------- | --------------------- | --------------------- | --------------------- | ----- | ----- | ------ |
| Paris Saint-Germain F. C. Francia | 1.ª           | 2023-24       | 3     | 0     | 0      | 2                | 0                | 0                | 0                     | 0                     | 0                     | 5     | 0     | 0      |
| Paris Saint-Germain F. C. Francia | Total club    | Total club    | 3     | 0     | 0      | 2                | 0                | 0                | 0                     | 0                     | 0                     | 5     | 0     | 0      |
| Lille O. S. C. Francia            | 1.ª           | 2024-25       | 7     | 0     | 0      | 1                | 0                | 0                | 3                     | 0                     | 0                     | 11    | 0     | 0      |
| Lille O. S. C. Francia            | Total club    | Total club    | 7     | 0     | 0      | 1                | 0                | 0                | 3                     | 0                     | 0                     | 11    | 0     | 0      |
| Total carrera                     | Total carrera | Total carrera | 10    | 0     | 0      | 3                | 0                | 0                | 3                     | 0                     | 0                     | 16    | 0     | 0      |

## Palmarés

### Títulos nacionales
| Título          | Equipo                    | País    | Año  |
| --------------- | ------------------------- | ------- | ---- |
| Ligue 1         | París Saint-Germain F. C. | Francia | 2024 |
| Copa de Francia | París Saint-Germain F. C. | Francia | 2024 |

## Vida personal
En enero de 2022 se vio implicado en un accidente de tráfico leve, después de que el coche en el que viajaba fuera embestido por un conductor ebrio. No sufrió lesiones importantes.